# Slavutyč
Slavutyč (ukrajinsky Славутич) je město, ležící na severu Ukrajiny, nedaleko řeky Dněpru.

## Poloha
Slavutyč se rozkládá na levém břehu řeky, 40 km od Černihiva a 200 km severovýchodním směrem od Kyjeva. Přestože geograficky by mělo město spadat do Černihivské oblasti, spadá pod oblast Kyjevskou a je tudíž její exklávou. V roce 2020 byl Slavutyč povýšen na město okresního významu a stal se součástí Vyšhorodského rajónu. 

## Historie

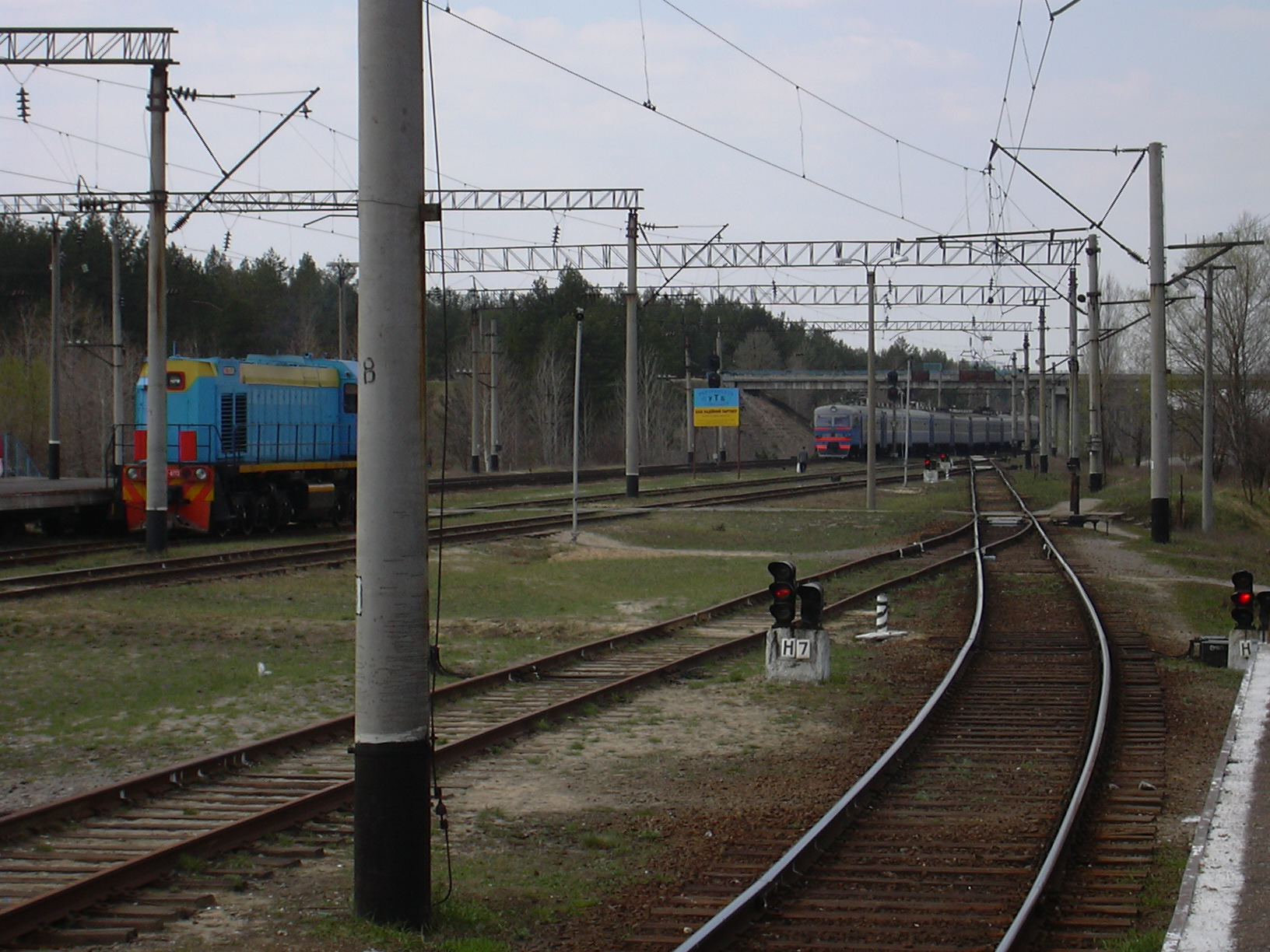
Železniční trať ze Slavutyče do zakázané zóny zamořené radioaktivitou

Město bylo postaveno krátce poté, co došlo k Černobylské havárii, (mezi lety 1986 a 1988), kdy muselo být evakuováno město Pripjať, nacházející se nyní v zakázané zóně zamořené radioaktivitou. Jeho obyvatelé tak osídlili nové domy právě zde. V roce 2005 měl Slavutyč 25 000 obyvatel. Zhruba stejný počet obyvatel měl i v roce 2011. Ve městě byl průměrný plat téměř dvojnásobný proti státnímu průměru a průměrný věk 32 let, což bylo dáno zejména velkým počtem dětí.
Brzy po výstavbě města se zde usadili římskokatoličtí misionáři obláti P. Marie, redemptoristé a kněží řeckokatolické církve. 15. května 2018 vysvětil patriarcha Svyatoslav Ševčuk nový pravoslavný chrám.
Během ruské invaze na Ukrajinu byl Slavutyč obklíčen a izolován ruskými silami v průběhu jejich kyjevské ofenzívy na konci února 2022. Dne 25. března 2022, po dnech ostřelování, ruské jednotky vstoupily do města, obsadily nemocnici a zadržely starostu Jurije Fomičiva, zatímco místní vyšli do ulic na protest proti okupaci. 
Po přetrvávajících protestech, které se obešly bez zraněných či mrtvých, ruské síly souhlasily s opuštěním Slavutyče a propuštěním starosty pod podmínkou, že ve městě nebude přítomna ukrajinská armáda a většina zbraní bude předána starostovi. 

## Infrastruktura

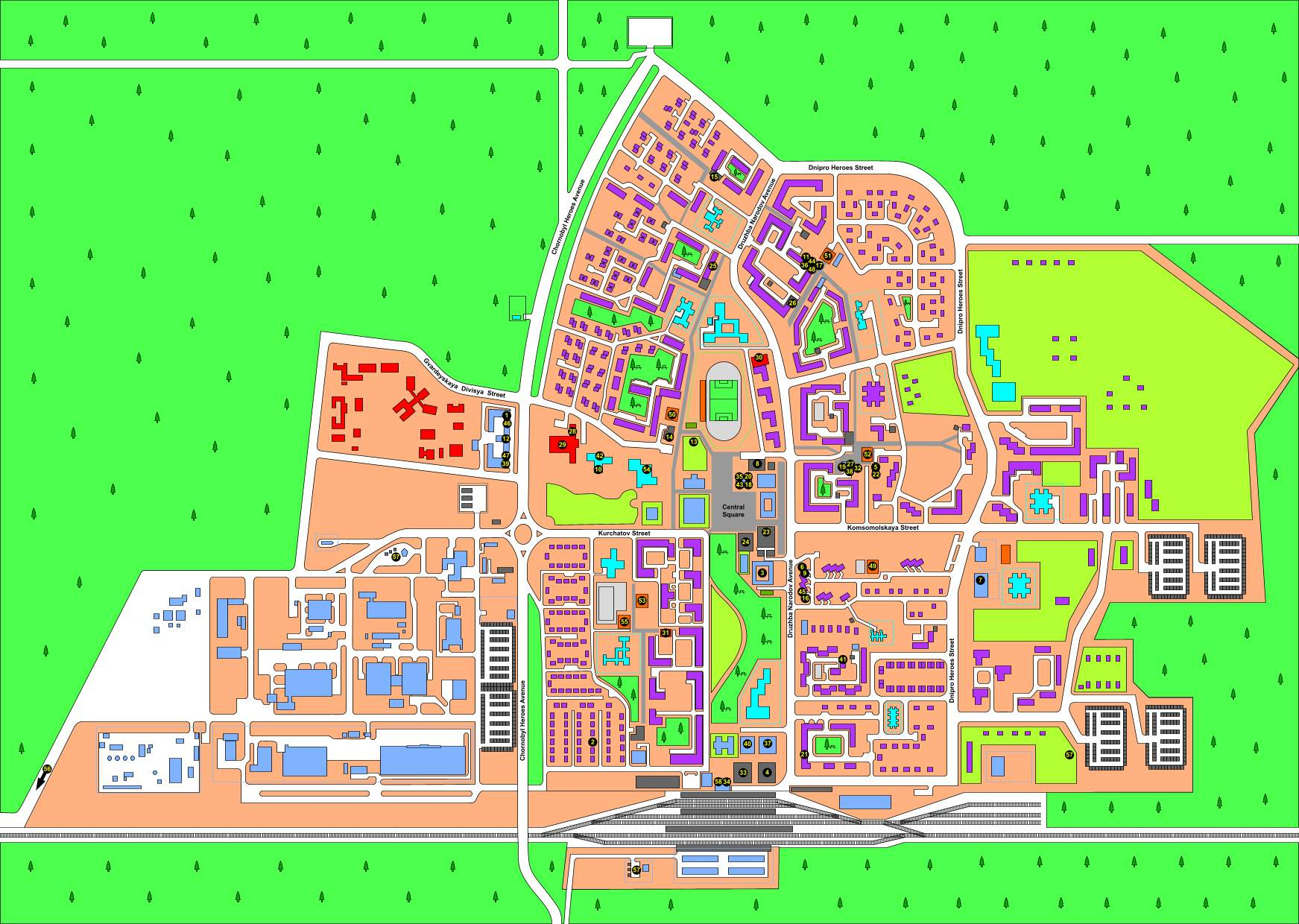
Plánek města

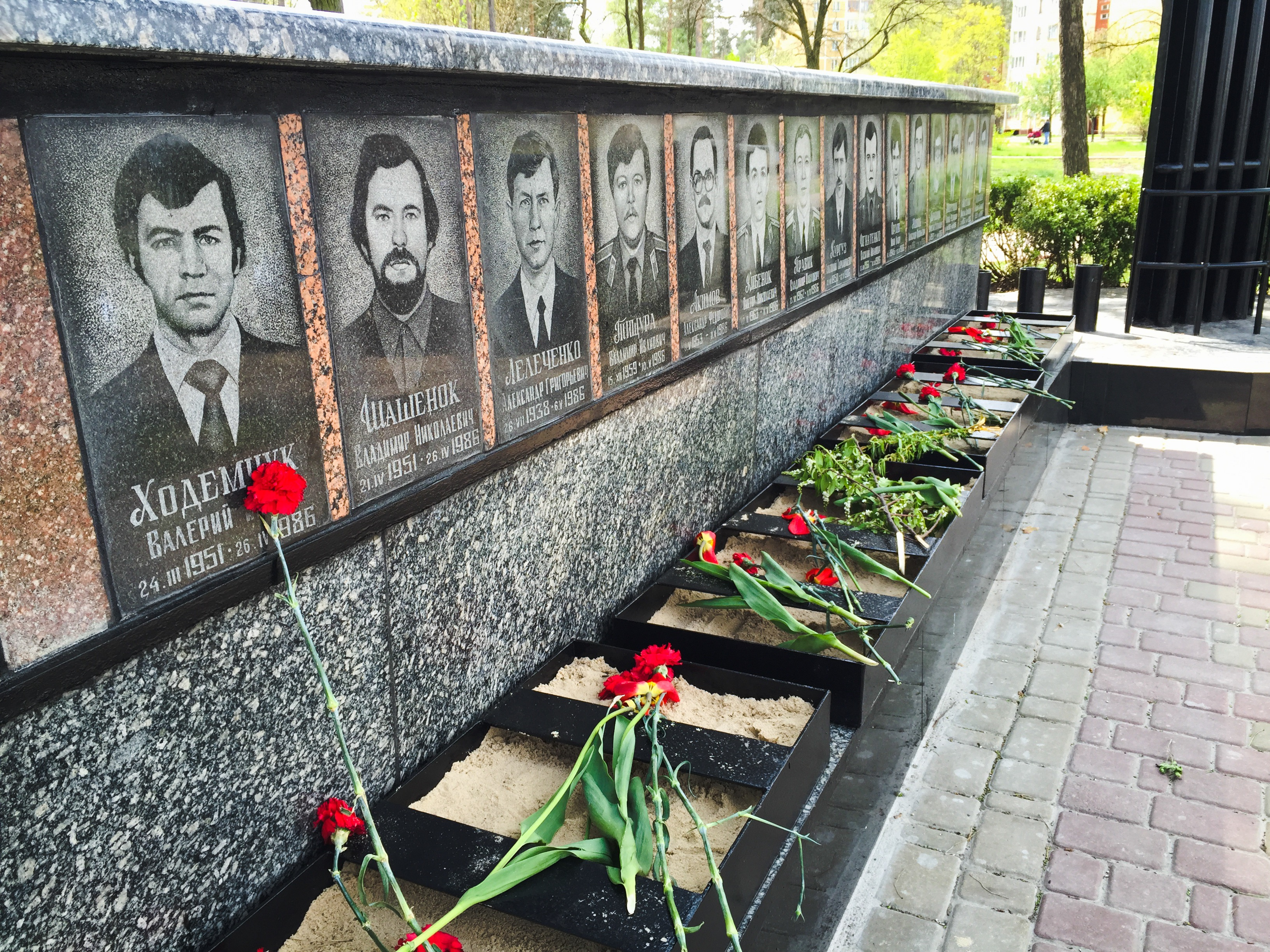
Památník obětem černobylské havárie

Od začátku byl Slavutyč plánován jako „město 21. století" s jednotným urbanistickým konceptem. Zaujímá 500 hektarů plochy náměstí a zeleně a zastavěné plochy mají jen 253 hektarů. Oproti ostatním městům Ukrajiny je zde moderní architektura různého architektonického pojetí, protože projekty dodali architekti osmi (tehdy sovětských svazových) republik: Litvy, Lotyšska, Estonska, Gruzie, Ázerbájdžánu, Arménie, Ukrajiny a Ruska. Proto je město rozděleno do 8 čtvrtí, kdy je každá jinak stavěna.
Centrum z obytných výškových staveb poskytuje občanům 80 % bydlení, obklopují je čtvrti z rodinných domků se zahrádkami pro 20 % obyvatel. Ve městě je kromě radnice a dalších úředních budov také moderní nemocnice s klinikou, moderní nákupní centrum Dněpr, dva chrámy, sportovní zařízení, centrum pro mládež, internetová kavárna, hotel, a Městské muzeum.
Infrastruktura a veřejná zařízení města byly většinou financovány společností, která provozovala jadernou elektrárnu v Černobylu. Protože zbývající bloky jaderné elektrárny byly odstaveny v roce 2001, čelí město značným sociálním problémům a nejisté budoucnosti. Do roku 2001 v závodě pracovalo přibližně 9000 lidí. Od odstávky tento počet klesl na 3000, většina z nich pracuje na monitorování a údržbě. 85 % rozpočtu města financoval provozovatel závodu. Za účelem podpory osidlování a zakládání nových společností byl Slavutyč vyhlášen zvláštní ekonomickou zónou. Kromě toho vláda poskytuje rozsáhlé programy odborné rekvalifikace, které mají zlepšit pracovní vyhlídky těch, kteří přišli o práci. Navzdory těmto snahám již město opustilo asi 1500 lidí, což je trend, který bude podle předpovědi v dohledné době pokračovat.

## Pamětihodnosti
Na Centrálním náměstí stojí
- pomník se sochou bílého anděla vítězství
- obelisk s památníkem likvidátorů havárie černobylské elektrárny

## Osobnosti
- Serhij Rožok (1985–2024), fotbalista
- Ivan Dorn (nar. 1988), herec, zpěvák